# 三角银锦蛤
三角银锦蛤（学名：Nucula trigonica），是弯锦蛤目银锦蛤科银锦蛤属的一种。主要分布于台湾，常栖息在深海。